# Радгониця
Радгониця (словен. Radgonica) — поселення в общині Літія, Осреднєсловенський регіон, Словенія. Висота над рівнем моря: 755,5 м.